# Сили, Скотт
Скотт Сили (англ. Scott Sealy; род. 4 июня 1981, Чагуанас, Тринидад и Тобаго) — тринидадский футболист, нападающий.

## Клубная карьера
Во время обучения в Университете Уэйк-Форест в 2001—2004 годах Сили играл за студенческую футбольную команду.
На супердрафте MLS 2005 Сили был выбран в первом раунде под 11-м номером клубом «Канзас-Сити Уизардс». Свой первый гол в профессиональной карьере он забил 23 апреля 2005 года в ворота «Сан-Хосе Эртквейкс». По итогу сезона 2005 Сили, забивший девять голов и отдавший две результативные передачи, номинировался на звание новичка года в MLS. За «Уизардс» нападающий выступал в течение трёх с половиной лет.
В июле 2008 года тринидадец был обменян «Сан-Хосе Эртквейкс» на распределительные средства.
С 2009 по 2010 гг. форвард выступал в Израиле за «Маккаби» (Тель-Авив) и «Бней Сахнин». В 2009 году Скотт Сили стал обладателем кубка «Тото».
В апреле 2010 года Сили вернулся в «Сан-Хосе Эртквейкс». По окончании сезона 2011 клуб не продлил контракт с игроком.
В марте 2012 года Сили был подписан клубом «Даллас». Свой первый гол за «Даллас» он забил 21 июля 2012 года, поучаствовав в разгроме «Портленд Тимберс» со счётом 5:0. После завершения сезона 2012 нападающий вновь остался без контракта.

## Карьера в сборной
За сборную Тринидада и Тобаго нападающий дебютировал в 2004 году. Он выступал за неё на протяжении 4 лет. Всего за национальную команду Сили провёл 25 игр и забил 2 мяча.

## Достижения
- «Маккаби» (Тель-Авив)
  -  Обладатель Кубка Тото: 2008/09.

## Семья
Сын Данте Сили (род. 2003) также стал футболистом. Как и отец, он выступал за «Даллас».